# Hérange
Hérange é uma comuna francesa na região administrativa de Grande Leste, no departamento de Mosela. Estende-se por uma área de 2,73 km². Em 2010 a comuna tinha 112 habitantes (densidade: 41 hab./km²).